# Pseudadimonia vietnamica
Pseudadimonia vietnamica là một loài bọ cánh cứng trong họ Chrysomelidae. Loài này được Samoderzhenkov miêu tả khoa học năm 1988.